# 中立法
中立法（ちゅうりつほう、Neutrality Act、1935年 - 1941年）は、かつてあったアメリカの法律。大統領が戦争状態にある国が存在していること、または内乱状態にある国が存在していることを宣言した場合には、その国に対して武器や軍需物資の輸出を禁じるというものである。

## 沿革

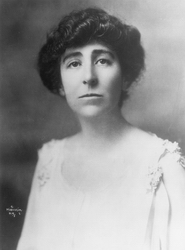
中立法支持のジャネット・ランキン議員。

19世紀半場、アメリカ東海岸ではアメリカ・オランダ改革派教会（RCA）に属するオランダ移民が増加して政治力をさらに拡大しており、1911年には移民2世のフランクリン・ルーズベルトもニューヨーク州上院議員を務めていた。アメリカ経済はドルを使用してはいたが、旧来の基軸通貨であったイギリスのスターリング・ポンドも併用していた。第一次世界大戦後の盛んな投資活動により、アメリカは大国中で最も早く金本位制を復活させた。
しかしながら、狂騒の20年代の好景気は1929年、暗黒の木曜日の恐慌により終了した。当時ナチス・ドイツよりだったシーメンスは日本の合弁会社富士電機製造からアメリカやイギリスに機械製造設備を輸出していたが、日本は1933年に国際連盟を脱退し、翌年にはワシントン海軍軍縮条約の1936年の失効が決定した。
この事情もあり孤立主義の世論が拡大して中立法案が提起され、1935年、米国議会とルーズベルト大統領は中立法を承認し、その後1～2年ごとに見直しが行われることとなった。
1936年には各国が軍艦を建造し始め、盧溝橋事件によって日中戦争も始まったため、1937年改正では、中国へのアメリカ製軍事物資のイギリス国籍船による輸出が大統領により認可された。
また、ナチス・ドイツのヨーロッパでの勢力拡大の影響で、1939年11月3日の議会では武器禁輸条項を撤廃した新中立法が成立（上院55票対24票、下院220票対189票でいずれも可決）。
政府の許可に基づき「現金引き換えかつ現地への輸送は相手国負担」 (Cash and carry) によるという条件で、戦争の当事国に対しても軍事物資の輸出が行えるようになった。
条文だけを解釈すればドイツにも取引の機会を与えてしまうことになるが、ドイツ商船がイギリス海軍の警戒をくぐり抜けてアメリカとの安定した航路を維持することなど非現実的であり、実質的には連合国（イギリス、フランス）側への援助を約束したも同様であった。
1941年3月には、孤立主義の議員らの反対活動は実らずにレンドリース法が設置され、アメリカ政府は支援国（フランス、イギリス、中国、ソビエト、カナダその他同盟国）に武器等の供給ができるようになり、8月には、アメリカ合衆国大統領のフランクリン・ルーズベルトと、イギリス首相のウィンストン・チャーチルにより、ナチスとの戦いとその後の平和的指針を示した大西洋憲章が調印された。ルーズベルト大統領は9月、「防衛を必要とする海域において」ドイツとイタリアの船を攻撃するよう命令し、10月には駆逐艦ルーベン・ジェームズが撃沈された。
このことにより、11月には中立法の多くの条が廃止され、商船も武装できるようになり、また戦争状態にある国に対する軍事物資の輸出規制は撤廃された。
この中立法に関しては、孤立主義の筆頭であった共和党出身の政治家からも批判の声が上がった。ハミルトン・フィッシュ3世やジョセフ・W・マーチン、イーディス・ロジャース議員らはワシントン決議（HJ242号、1937年3月１日）において、この中立法は「中立を守るために」や「和平実現のために」といった枕詞を使って大統領が議会から宣戦布告の権限を取り上げようとすることは許されないと前置きした後、中立法では大統領が勝手に敵国を認定し、大統領の判断だけで貿易を制限したり、禁輸するようなことは大統領の権限を上回る行為であり、戦争を起こす危険がある。これは議会の宣戦布告の権限を形骸化するものだ。として批判している。第二次世界大戦後、ハミルトン・フィッシュ３世は自身の著書で、中立法によって禁輸やハルノートが行われたと考えている。